# Мазель Лев Абрамович
Лев (Лео) Абрáмовіч Мáзель (26 травня 1907, Кенігсберг, Східна Пруссія — 9 жовтня 2000, Москва) — радянський музикознавець, педагог. Доктор мистецтвознавства, професор, заслужений діяч мистецтв Російської Федерації (1966).

## Творча біографія
1930 року закінчив математичне відділення фізико-математичного факультету Московського університету та одночасно науково-дослідне відділення Московської консерваторії по класу професора А. М. Александрова.
У 1932 році закінчив аспірантуру МДК (науковий керівник — професор М. В. Іванов-Борецький) та отримав науковий ступінь кандидата мистецтвознавства.
1941 року отримав науковий ступінь доктора мистецтвознавства. Тема докторської дисертації: «Основний принцип мелодичної структури гомофонної теми».
В 1931–1967 роках викладав в Московській консерваторії (з 1939 професор), у 1936–1941 завідувач кафедри теорії музики.
Вітчим філолога О. К. Жовківського.

## Науковий внесок
Перу Л. А. Мазеля належать музикознавчі роботи в галузі дослідження музичних стилів, музичних форм, музичного синтаксису, гармонії, мелодики, ритміки, музичної естетики, методології музичного аналізу.
Специфіка його досліджень у комплексному аналізі, історико-стилістичному й естетичному розгляді цілісної структури музичного твору (метод «цілісного аналізу»), який дозволяв розшифровувати суто музичні знакові системи в їх філософсько-естетичної конкретності й узагальненості.
Л. А. Мазель є автором «теорії виразних можливостей»; він ввів у музикознавство поняття «художнє відкриття» та «теми першого та другого роду».
Своїми методологічними розробками Мазель домігся зближення музичної теорії з естетикою, збагативши тим самим музичну науку новими філософськими підходами та відкриттями.

## Серед учнів
Г. А. Балтер

## Основні праці
- Очерки по истории теоретич. музыкознания, в. 1-2, М., 1934-39 (совм. с И. Я. Рыжкиным)
- О мелодии, М., 1952
- Строение музыкальных произведений. М., 1960.
- Эстетика и анализ // Советская музыка. 1966. № 12
- Анализ музыкальных произведений (совм. с В. А. Цуккерманом). М., 1967.
- Проблемы классической гармонии. М., 1972.
- Вопросы анализа музыки. М., 1978.
- О природе и средствах музыки, М., 1983.